# تكية جوستان
تكية جوستان (بالفارسية: تکیه جوستان) هي تكية شيعية تاريخية تعود إلى القاجاريين، وتقع في مقاطعة طالقان.